# 中田村 (山梨県)
中田村（なかだむら）は山梨県北巨摩郡にあった村。現在の韮崎市中田町各町にあたる。

## 地理
- 河川：塩川

## 歴史
- 1875年（明治8年）2月 - 巨摩郡中条村・小田川村が合併して中田村となる。
- 1878年（明治11年）7月22日 - 郡区町村編制法の施行により、中田村が北巨摩郡の所属となる。
- 1889年（明治22年）7月1日 - 町村制の施行により、中田村が単独で自治体を形成。
- 1954年（昭和29年）10月10日 - 韮崎町・穂坂村・藤井村・清哲村・神山村・大草村・竜岡村・旭村・穴山村・円野村と合併して韮崎市が発足。同日中田村廃止。

## 名所・旧跡・観光スポット・祭事・催事
- 新府城

## 交通

### 鉄道路線
- 日本国有鉄道
  - 中央本線
    - 新府信号場（現・新府駅。信号場ながら客扱いを行っていた）